# Иннокентий XII
Инноке́нтий XII (лат. Innocentius PP. XII; в миру Антонио Пиньятелли дель Растрелло; 13 марта 1615[…], Спинаццола, Неаполитанское королевство — 27 сентября 1700[…], Рим, Папская область) — папа римский с 12 июля 1691 года по 27 сентября 1700 года.

## Ранние годы

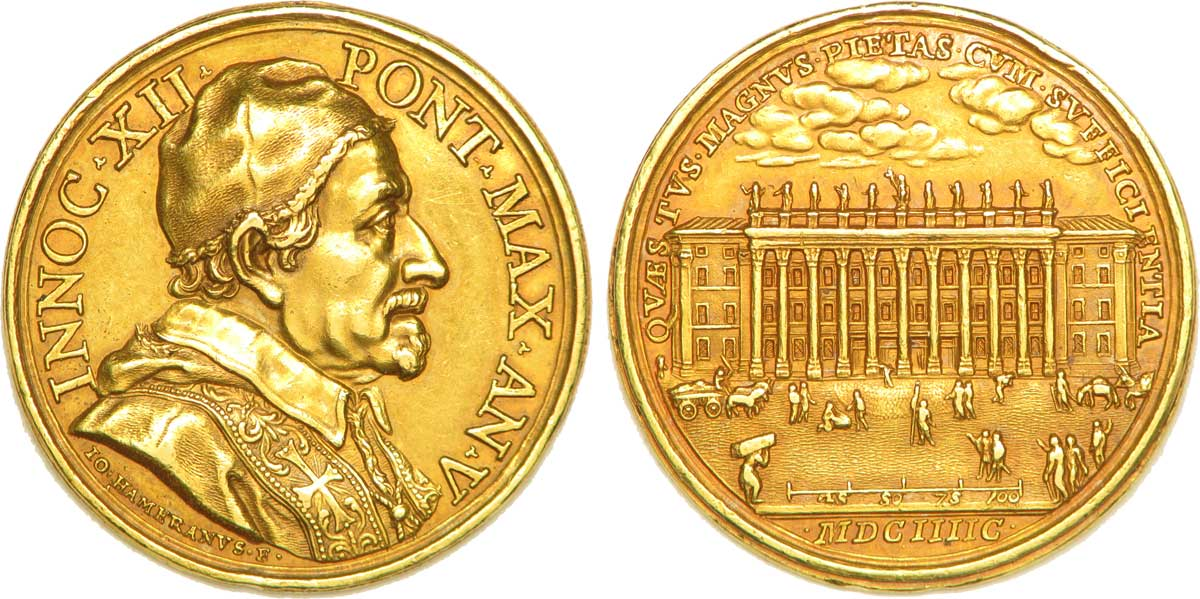
Монета Иннокентия XII, 1695

Антонио Пиньятелли родился 13 марта 1615 года в княжеской семье Пиньятелли на юге Италии, в Апулии. Получил образование в иезуитском колледже в Риме, где получил степень доктора по каноническому и гражданскому праву.
В возрасте 20 лет Папа Урбан VIII назначил его чиновником церковного суда. Пиньятелли был референдарием в Апостольской Сигнатуре, а также губернатором Фано и Витербо. Позже он отправился в Мальту, где служил в качестве инквизитора с 1646 по 1649. Вскоре после этого он получил священническое рукоположение.

## Епископ и кардинал
В 1652 году Пиньятелли был назначен титулярным архиепископом Лариса c епископской кафедрой в Риме. Позже служил нунцием в Польше (1660—1668) и Австрии (1668—1671). В 1671 году был переведен в Лечче. В 1681 году Папа Иннокентий XI назначил его кардиналом-священником Сан-Панкрацио-фуори-ле-Мура, а затем епископом Фаэнца в 1682 году. Позже стал архиепископом Неаполя в 1686 году.

## Папство

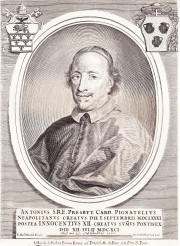
Кардинал Антонио Пиньятелли

Александр VIII умер в 1691 году, и Коллегия кардиналов собралась, чтобы провести Конклав. Фракции, верные Франции, Испании и Священной Римской империи, не смогли договориться по компромиссной кандидатуре. После пяти месяцев французские и немецкие кардиналы согласились с кандидатурой кардинала Пиньятелли. Пиньятелли принял имя Иннокентий в честь Папы Иннокентия XI и был коронован 15 июля 1691 года.
Через год после своего вступления на папский престол Иннокентий XII опубликовал буллу Romanum decet Pontificem (22 июля 1692), которая навсегда уничтожила практику непотизма. С того времени в кардинальской коллегии мог быть только один родственник папы с ограниченными доходами.
Папа продолжал политику сотрудничества с Францией. В Испании папа поддержал кандидатуру Бурбонов на королевский трон.

## Смерть

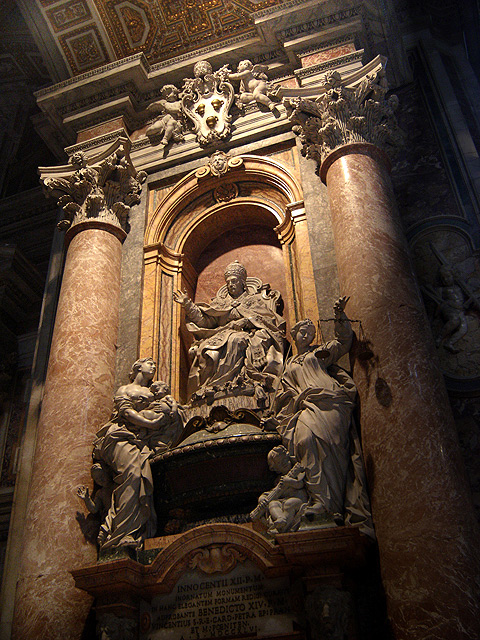
Надгробие Иннокентия XII. Скульптор Филиппо делла Валле. 1746. Мрамор. Собор Святого Петра

Иннокентий XII умер 27 сентября 1700 года. Его надгробие в базилике Святого Петра была выполнено скульптором Филиппо делла Валле.

## Наследие
- Иннокентий XII является одним из героев поэмы английского поэта и драматурга Роберта Браунинга «Кольцо и книга» (1869), основанной на реальных событиях: убийстве в Риме дворянином Гвидо Франсешини своей жены, заподозрившим её в связи с молодым священником.
- Примечателен тем, что был последним папой, носившим бороду[6].